# 嚇人女孩
《嚇人女孩》是由TikGames開發、史克威爾艾尼克斯發行的冒險平台遊戲。原作為內森·尤列維丘斯的同名连环漫画，並有衍生Flash遊戲、圖像小說及PlayStation Portable遊戲。玩家在該作將扮演一位被派往遙遠城市執行救援任務的女孩，她能在遊戲的7個區域內跳躍、抓取和懸停。她既可以單獨行動，也可以在合作模式與其他玩家一同行動。戰鬥系統由輕型和重型攻擊組成，而敵方生物在受到一定傷害後便可將其抓取，並作為遠距離武器使用。
該作由原作者參與開發，且在視覺效果和敘事方面皆忠於原作，但其情節與原作相異。該作試玩版在2012年消費電子展首次亮相，正式版先後於Xbox 360平台的Xbox Live Arcade、PlayStation 3平台的PlayStation Network和Microsoft Windows平台發行。評論家大多讚譽該作的美術風格，但批評其操控方式和戰鬥系統，而部分評論家稱讚了該作的頭目戰。

## 情節
玩家在遊戲中扮演女主角「嚇人女孩」（Scarygirl），她戴眼罩、有縫嘴、一隻手臂似觸手，末端裝有鉤子。她原為孤兒，後由聰慧、長有小鬍子的章魚「水泡」（Blister）撫養，它為她建造樹屋供居住。女孩被惡夢中反覆出現的神祕男人所困擾，而向居住於她家樹底的兔子大師（Bunnyguru）求助，後者向女孩展示了遙遠城市的景象。隨後女孩被水泡派往森林調查生命之樹（Tree of Life）落葉的原因，而她發現其中一位森林守護者（Keeper）被綁架至兔子大師曾向她展示的遙遠城市。她的任務是確保森林守護者安全歸來。

## 玩法

玩家操控女主角（左）對抗頭目（右）。

《嚇人女孩》是一款橫向捲軸冒險平台遊戲。玩家將扮演嚇人女孩在7個區域共21個關卡探索和戰鬥。該作使用了偽三維的視覺風格，並運用創造視覺深度。嚇人女孩在戰鬥外透過奔跑、跳躍、滑行或使用觸手抓取物體來探索遊戲世界。嚇人女孩最終會獲得羽毛附件（Feather attachment）用以取代觸手，使她能懸停並前往先前無法造訪的位置。關卡內含須使用抓取飛越的致命陷阱，且多數關卡會有多條可通關的路徑，玩家在通關前可以自由探索各路徑。玩家在關卡內會取得各類物品，水晶（Crystal）用於購買戰鬥和探索方面的升級，愛心碎片（Heart fragment）可提升嚇人女孩的生命值上限。玩家須重複遊玩同一關卡，選擇不同路徑，以取得所有水晶和愛心碎片。
嚇人女孩的攻擊有輕、重兩種，可混合使用形成連擊，重擊可將敵方生物擊飛。敵方生物在受到一定傷害後便可將其抓取，並作為遠距離武器使用。玩家可使用水晶購買其他動作，如可治療嚇人女孩的抓取攻擊，或將她的觸手變為可使出粉碎攻擊的棍子。玩家也可以購買武器，如錨或扇子，替換嚇人女孩觸手末端的鉤子。嚇人女孩的攻擊會累積計量條，充滿時會進入「狂暴模式」（Rage mode），此時嚇人女孩可吞食敵方生物，同時回復生命值。《嚇人女孩》沒有模式，但支援雙人合作模式。第二位玩家會扮演兔子大師，能隨時加入或離開遊戲。兔子大師較嚇人女孩快，且有一套啟發自武術的動作，但缺乏嚇人女孩的抓取能力。

## 開發與發行
開發商TikGames在為《嚇人女孩系列》開發遊戲機遊戲時，最大的挑戰是打造一款適合該系列的作品，它需在視覺效果和敘事方面皆忠於原作和Flash遊戲，但要有新鮮和令人興奮的要素。尤列維丘斯認為與TikGames和史克威爾艾尼克斯合作有助於吸引更多愛好者，使更多人了解女主角的背景故事，展示其世界觀和各式角色的性格。尤列維丘斯在開發過程中擔任的職務有核准各種視覺效果、為遊戲中可能出現的角色和要素繪製草圖等，隨著時間推移，他開始與TikGames的開發人員一起微調遊戲內的環境和設計。據尤列維丘斯所言，《嚇人女孩》的情節與原作和Flash遊戲不同。史克威爾艾尼克斯在2012年1月6日宣布該作的消息，並於2012年消費電子展提供了試玩版。該作在2012年1月18日Xbox 360平台的Xbox Live Arcade發行，1月24日於PlayStation 3平台的PlayStation Network發行，4月9日於Microsoft Windows發行。

## 反應
根據評論匯總網站Metacritic，該作在PlayStation 3和Xbox 360平台獲得的評價為「褒貶不一或中庸」。評論家稱讚了該作的視覺效果，GamesRadar+的納撒·默尼耶（Nathan Meunier）稱該作的Xbox 360版本「真正脫穎而出」，成為近年來「視覺效果更好且設計更有創意的可下載產品」。IGN的彼得·埃克曼斯（Peter Eykemans）提到「美術（風格）強調了旅途」和「整體美學很棒」。《Edge》批評了該作，認為其Xbox 360版本只在展現尤列維丘斯的美術風格方面有所成效。Eurogamer的西蒙·帕金（Simon Parkin）在Xbox 360版本評測中表示該作的美術和動畫是「遊戲最突出的方面」。多位評論家將該作Xbox 360版本的視覺效果與的風格相比較。
該作的玩法受到評論家嚴厲檢視。多位評論家對該作的操控方式提出異議，認為在平台跳躍和戰鬥時的操控都不精確，並表示在與成群的敵對生物戰鬥時會有挫折感。GameSpot的傑森·文特爾（Jason Venter）指出了該作在飛船上的戰鬥場景放大了Xbox 360版本在戰鬥上的缺陷，稱該場景「廉價」。但文特爾對該作的頭目戰大加讚賞，將其描述為「一個很好的節奏變化，因為更仰賴模式記憶和使用直覺來取得勝利，而非狂躁的戰鬥」。《Edge》附和了上述讚賞，而兩個評論皆感嘆這樣的片段並不常見。
評論家對該作合作模式的評價褒貶不一。雖然評論家讚揚了兔子大師啟發自武術的動作，但批評了兔子大師不能使用抓取，因而限制了第二位玩家在一些情況下的效用。《Edge》抱怨即使有兩位玩家正在遊玩，且兔子大師離開螢幕範圍後，遊戲鏡頭也只會聚焦於女主角。該作在探索和收集方面的評價同樣褒貶不一。帕金認為「在關卡中加入分支路徑會（使玩家）有深度增加的錯覺，但對於想要達成100%收集的玩家而言，在一個關卡來回行走是一件不怎麼吸引人的乏事」。埃克曼斯發現該作的分支路徑對於想要獲得「完美」評級的玩家帶來困難，但他仍然會向喜歡尋找收集品的人推薦該作。

## 改編電影
尤列維丘斯在2012年5月4日表示有製作動畫電影的計畫。該電影改編自《嚇人女孩》原作，由Passion Pictures旗下工作室Highly Spirited和Nitrogen聯合製作，Pink Parrot Media發行，將於2023年10月上映。該電影由里卡德·庫索（Ricard Cussó）執導，主要配音員包括·阮和羅伯·柯林斯。

## 外部連結
- 官方网站  （英文）
- 電影官方網站 （页面存档备份，存于） （英文）